# 徐伸 (萬曆庚辰進士)
徐伸（1547年—？），字允達，號見吾，直隸河間府景州人，民籍，明朝政治人物。

## 生平
萬曆四年（1576年）丙子科順天鄉試第一百二名舉人，八年（1580年）中式庚辰科會試第二百六十六名，三甲第五十一名進士。工部觀政，本年授寿光知县，十三年（1585年）升淮安府同知，十七年升南京户部员外郎，十九年升郎中，养病。二十八年（1600年）复补户部郎中，次年升安庆府知府，三十年致仕。

## 家族
曾祖徐泰；祖父徐學道，南京兵馬司指揮；父徐一鳳。母高氏；繼母劉氏。子徐九章，萬曆四十一年癸丑科進士。